# Terra Reloaded
(Beppe Grillo)
Terra Reloaded è un film documentario del 2009 diretto da Matteo Moneta e Fabrizio Roscini.

## Trama
Il documentario, costruito per capitoli, analizza temi di rilevanza economica ed ambientale: il picco di produzione, il riscaldamento globale, il nucleare, le energie rinnovabili, il risparmio energetico. Temi trattati attraverso i contributi di:
- Jeremy Rifkin - economista, attivista e saggista statunitense. È il fondatore e presidente della Foundation on Economic Trends (FOET) e presidente della Greenhouse Crisis Foundation.
- Lester Brown - scrittore, ambientalista ed economista statunitense.Fondatore del Worldwatch Institute nonché fondatore e presidente del Earth Policy Institute, organizzazione di ricerca non profit di Washington, D.C.
- Wolfgang Sachs - scienziato tedesco nonché autore di libri tra cui Ambiente e giustizia sociale. Lavora e insegna al Wuppertal Institute in Germania dove dirige un progetto trasversale chiamato "globalizzazione e sostenibilità".
- Michael Pollan - autore del libro "In difesa del cibo", vincitore del premio James Beard Award, e de "Il dilemma dell'onnivoro", considerato uno dei dieci libri migliori del 2006 dal New York Times e dal Washington Post.
- Mathis Wackernagel - direttore della Global Footprint Network, organizzazione no-profit per lo sviluppo e la promozione di sistemi di misurazione per la sostenibilità ambientale.
- Joseph Stiglitz è un economista e scrittore statunitense, vincitore del Premio Nobel per l'economia nel 2001.

## Produzione
Realizzato dal blog di Beppe Grillo in collaborazione con Greenpeace, il documentario - distribuito su DVD - affronta le grandi questioni dell'ecosostenibilità attraverso interviste ai più autorevoli esperti mondiali in materia di energia ed economia: Joseph Stiglitz, Michael Pollan, Jeremy Rifkin, Lester Brown, Mathis Wackernagel, Wolfgang Sachs.
L'obiettivo del filmato è illustrare le ragioni per abbandonare l'illusione dell'energia atomica e investire nelle energie rinnovabili.

## Distribuzione
Il DVD è stato messo a disposizione e in modo gratuito per la proiezione in pubblico da parte degli istituti scolastici che ne facciano richiesta on line.

## Riconoscimenti
Terra Reloaded è stato selezionato da due concorsi cinematografici italiani: RIFF - Rome Independent Film Festival - IX Edizione - 8 / 16 aprile 2010 e CinemAmbiente - 13ª edizione - 1 / 6 giugno 2010.

## Citazioni
- "Siamo alle soglie della terza rivoluzione industriale" - Jeremy Rifkin
- "L'Italia dovrebbe essere l'Arabia Saudita dell'energia rinnovabile. Nessun Paese europeo ha le vostre risorse: il sole, la forza del mare, il vento, le montagne per le centrali idroelettriche. Eppure molti altri Stati, dalla Germania ai paesi scandinavi, sono più avanti." - Jeremy Rifkin
- "Fra il 2007 e il 2008 il prezzo del grano è aumentato del 130 %. Il prezzo del riso è raddoppiato" - Lester Brown
- "Il riscaldamento globale provoca la desertificazione della Terra, fenomeni meteorologici estremi e lo scioglimento dei ghiacci" - Wolfgang Sachs
- "Gli edifici sono responsabili del 40% delle emissioni di CO2 degli USA. Con lavori di adeguamento, potrebbero consumare il 20-50% in meno" - Michael Pollan
- "Ogni anno sulla Terra ci sono 76 milioni di persone in più" - Mathis Wackernagel